# Barbara Bartnicka

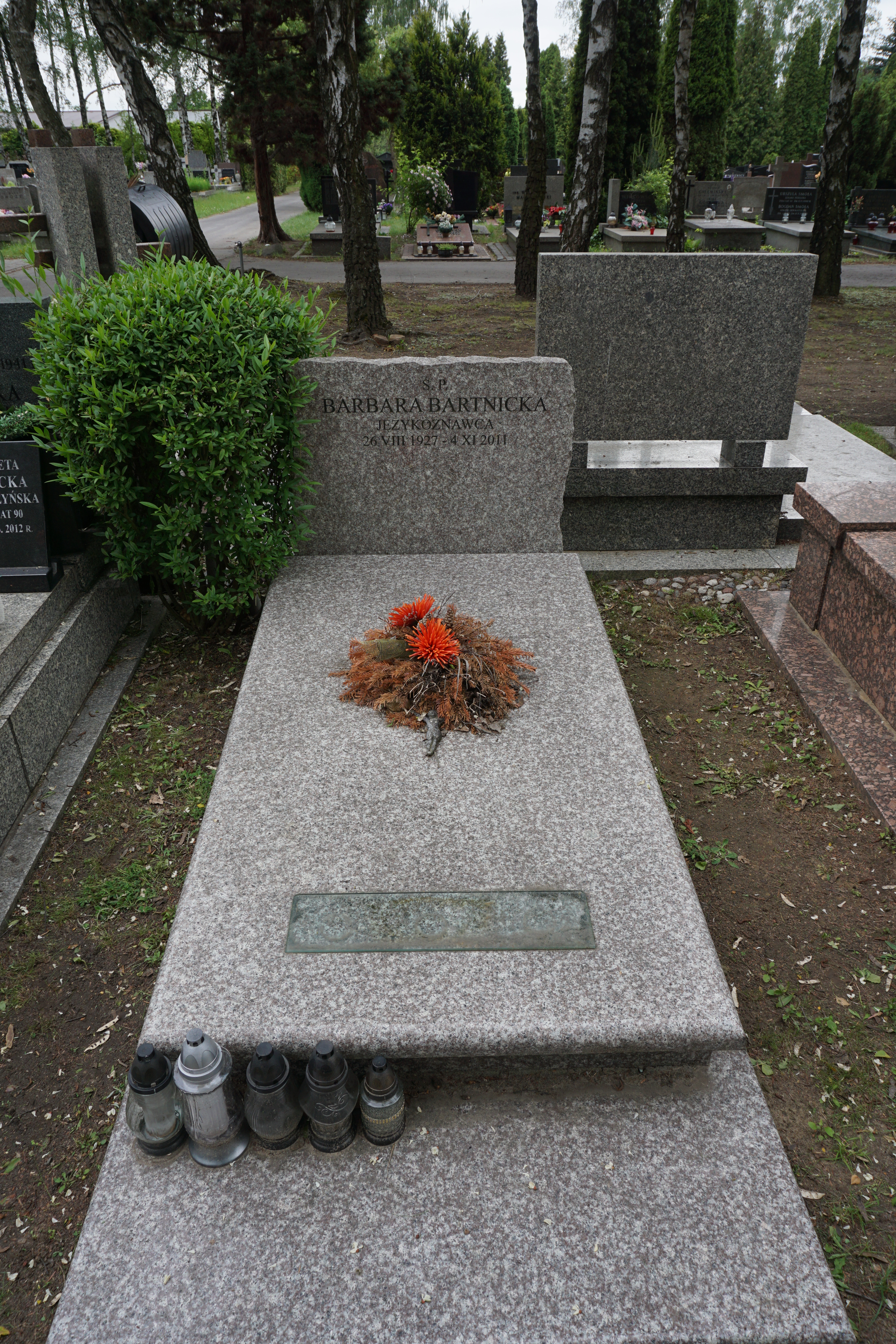
Grób Barbary Bartnickiej na cmentarzu komunalnym Północnym

Barbara Bartnicka (ur. 26 sierpnia 1927 w Brańsku, zm. 4 listopada 2011) – polska językoznawczyni, profesor doktor habilitowany nauk humanistycznych o specjalności językoznawstwo polonistyczne. Była autorką wielu podręczników języka polskiego dla obcokrajowców i podręcznika szkolnego. Opracowała dwa tomy słownika języka Stefana Żeromskiego (z 14).
Po ukończeniu Liceum Ogólnokształcącego dla Pracujących w Białymstoku rozpoczęła w 1948 studia polonistyczne na Uniwersytecie Warszawskim uzyskując w 1953 tytuł magistra filologii na podstawie pracy Język Henryka Rzewuskiego, napisanej pod kierunkiem prof. Witolda Doroszewskiego. Pracowała od 1956 na Wydziale Polonistyki Uniwersytetu Warszawskiego, była członkiem Towarzystwa Naukowego Warszawskiego. W 1961 roku Rada Wydziału Filologicznego UW nadała jej stopień doktora nauk humanistycznych na podstawie pracy Polskie ludowe nazwy grzybów, napisanej również pod kierunkiem prof. Doroszewskiego. Rozprawa habilitacyjna Adiektywizacja imiesłowów w języku polskim z 1970 dotyczyła procesu uprzymiotnikowienia imiesłowów w języku polskim. W 1972 Barbara Bartnicka została docentem w Instytucie Języka Polskiego 
UW, a opublikowana w 1982 monografia językoznawcza Funkcje semantycznoskładniowe bezokolicznika we współczesnej polszczyźnie stała się podstawą do nominacji na stanowisko profesora nadzwyczajnego UW w 1983 r. W 1992 została profesorem zwyczajnym. Dowodem uznania jej osiągnięć naukowo-dydaktycznych są nagrody rektorskie, a także nagrody Ministra Nauki, Szkolnictwa Wyższego i Techniki, Złoty Krzyż Zasługi, Krzyż Kawalerski Orderu Odrodzenia Polski i Medal Komisji Edukacji Narodowej.